# Episodi di Seinfeld (quinta stagione)
La quinta stagione della serie televisiva Seinfeld, composta da 22 episodi, è stata trasmessa in prima visione negli Stati Uniti d'America dalla NBC dal 16 settembre 1993 al 19 maggio 1993.
In Italia è stata trasmessa in prima visione da TMC.
| nº | Titolo originale        | Titolo italiano              | Prima TV USA      | Prima TV Italia |
| -- | ----------------------- | ---------------------------- | ----------------- | --------------- |
| 1  | The Mango               | Vero o finto                 | 16 settembre 1993 |                 |
| 2  | The Puffy Shirt         | La camicia a drappi          | 23 settembre 1993 |                 |
| 3  | The Glasses             | Punti di vista               | 30 settembre 1993 |                 |
| 4  | The Sniffing Accountant | Il commercialista sniffatore | 7 ottobre 1993    |                 |
| 5  | The Bris                | Il padrino                   | 14 ottobre 1993   |                 |
| 6  | The Lip Reader          | Qui pro quo                  | 28 ottobre 1993   |                 |
| 7  | The Non-Fat Yogurt      | Come diventare sindaco       | 4 novembre 1993   |                 |
| 8  | The Barber              | Il barbiere                  | 11 novembre 1993  |                 |
| 9  | The Masseuse            | Amore e odio                 | 18 novembre 1993  |                 |
| 10 | The Cigar Store Indian  | Regalo inconsueto            | 9 dicembre 1993   |                 |
| 11 | The Conversion          | La conversione               | 16 dicembre 1993  |                 |
| 12 | The Stall               | La nuova fiamma di Elaine    | 6 gennaio 1994    |                 |
| 13 | The Dinner Party        | Invito a cena                | 3 febbraio 1994   |                 |
| 14 | The Marine Biologist    | Una balena da salvare        | 10 febbraio 1994  |                 |
| 15 | The Pie                 | La torta                     | 17 febbraio 1994  |                 |
| 16 | The Stand-In            | Pizze bollenti               | 24 febbraio 1994  |                 |
| 17 | The Wife                | Prove di matrimonio          | 17 marzo 1994     |                 |
| 18 | The Raincoats: Part 1   | Gli impermeabili (parte 1)   | 28 aprile 1994    |                 |
| 19 | The Raincoats: Part 2   | Gli impermeabili (parte 2)   | 28 aprile 1994    |                 |
| 20 | The Fire                | L'incendio                   | 5 maggio 1994     |                 |
| 21 | The Hamptons            | Gita ad Hampton              | 12 maggio 1994    |                 |
| 22 | The Opposite            | L'esatto contrario           | 19 maggio 1994    |                 |

## Vero o finto
- Titolo originale: The Mango
- Diretto da: Tom Cherones

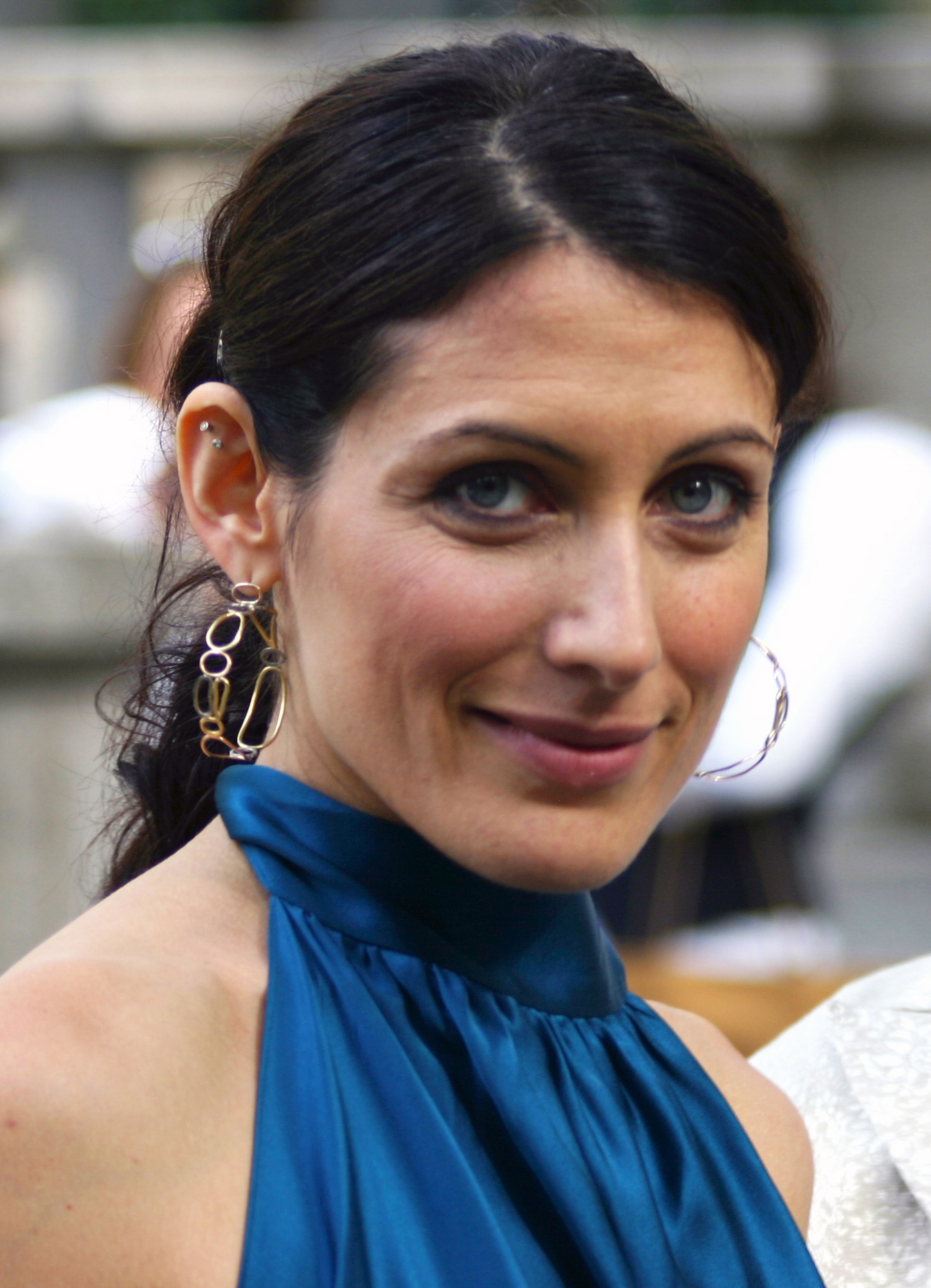
Lisa Edelstein interpreta Karen

- Scritto da: Lawrence H. Levy e Larry David

### Trama
- Altri interpreti: Leonard Termo (Joe), Lisa Edelstein (Karen)
- Ascolti USA: 28 200 000 telespettatori[1]

## La camicia a drappi
- Titolo originale: The Puffy Shirt
- Diretto da: Tom Cherones
- Scritto da: Larry David

### Trama
- Altri interpreti: David Brisbin (cliente), Deborah May (Elsa), Wendel Meldrum (Leslie)
- Ascolti USA: 29 500 000 telespettatori[2]

## Punti di vista
- Titolo originale: The Glasses
- Diretto da: Tom Cherones

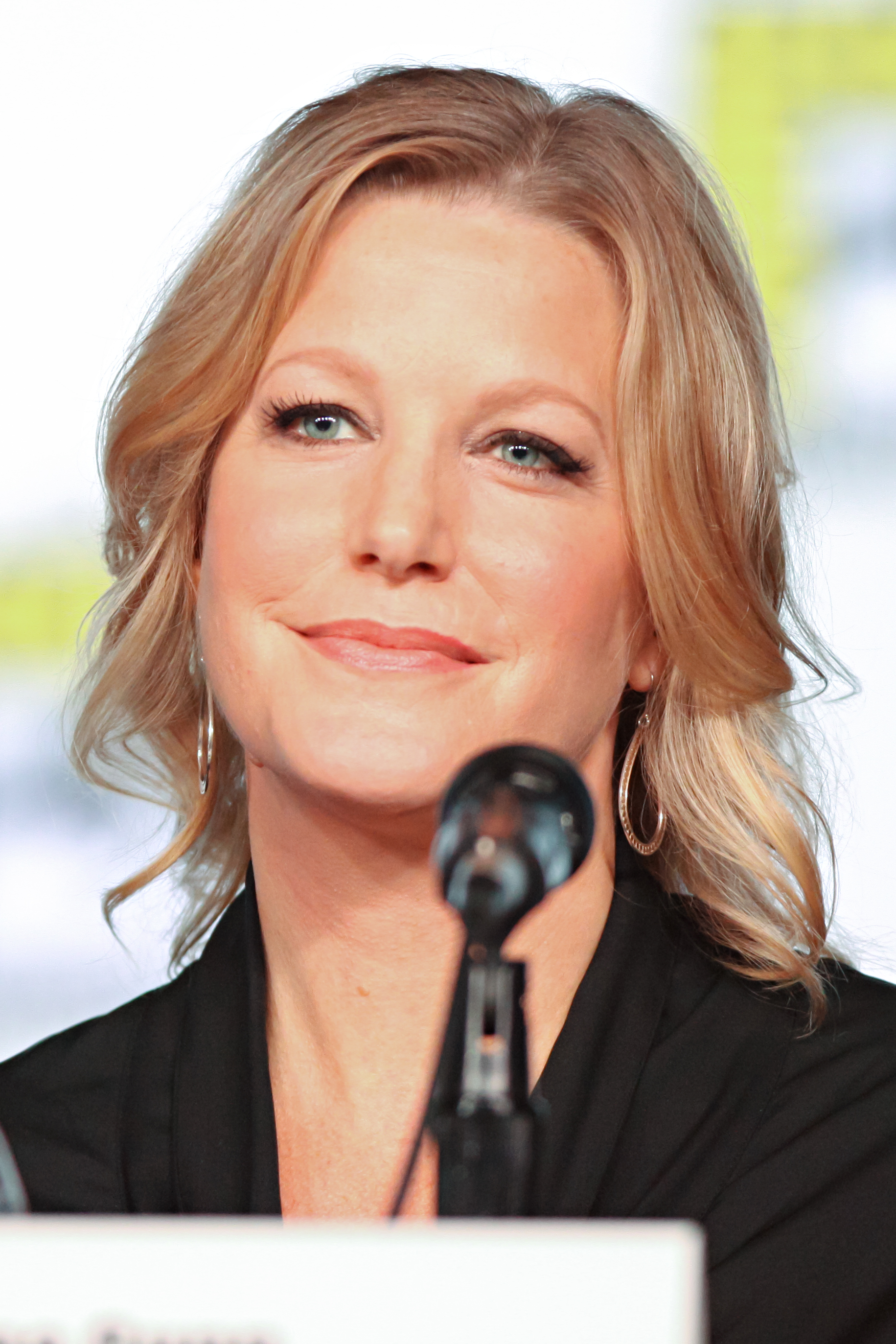
Anna Gunn, diventata famosa per aver interpretato Skyler White in Breaking Bad, in questo episodio interpreta Amy, la fidanzata di Jerry.

- Scritto da: Tom Gammill e Max Pross

### Trama
- Altri interpreti: Tom Towles (padrone del cane), Timothy Stack (optometrista), Anna Gunn (Amy), Rance Howard (uomo cieco)
- Ascolti USA: 28 700 000 telespettatori[4]

## Il commercialista sniffatore
- Titolo originale: The Sniffing Accountant
- Diretto da: Tom Cherones
- Scritto da: Larry David e Jerry Seinfeld

### Trama
- Altri interpreti: Patrick Cronin (Farkus), John Kapelos (Barry Profit il commercialista), Marty Rackham (Jake)
- Ascolti USA: 28 400 000 telespettatori[5]

## Il padrino
- Titolo originale: The Bris
- Diretto da: Tom Cherones
- Scritto da: Larry Charles

### Trama
- Altri interpreti: Debra Mooney (Mrs. Sweedler), Jeannie Elias (Myra), Charles Levin (mohel), Tom Alan Robbins (Stan)
- Ascolti USA: 28 700 000 telespettatori[6]

## Qui Pro Quo
- Titolo originale: The Lip Reader
- Diretto da: Tom Cherones
- Scritto da: Carol Leifer

### Trama
- Altri interpreti: Linda Kash (Gwen), Jerry Sroka (Todd), Christopher Darga (autista), Marlee Matlin (Laura)
- Ascolti USA: 31 000 000 telespettatori[7]

## Come diventare sindaco
- Titolo originale: The Non-Fat Yogurt
- Diretto da: Tom Cherones
- Scritto da: Larry David

### Trama
- Altri interpreti: Peter Keleghan (Lloyd)
- Ascolti USA: 31 100 000 telespettatori[8]

## Il barbiere
- Titolo originale: The Barber
- Diretto da: Tom Cherones
- Scritto da: Andy Robin

### Trama
- Altri interpreti: Jack Shearer (Tuttle), David Ciminello, Peggy Maltby (Clarisse), Antony Ponzini (Enzo), Michael Fairman (Pensky)
- Ascolti USA: 29 700 000 telespettatori[9]

## Amore e odio
- Titolo originale: The Masseuse
- Diretto da: Tom Cherones
- Scritto da: Peter Mehlman

### Trama
- Altri interpreti: Anthony Cistaro (Joel Rifkin), Lisa Edelstein (Karen), Jennifer Coolidge (Jodi)
- Ascolti USA: 27 700 000 telespettatori[10]

## Regalo inconsueto
- Titolo originale: The Cigar Store Indian
- Diretto da: Tom Cherones
- Scritto da: Tom Gammill e Max Pross

### Trama
- Altri interpreti: Sam Lloyd (signore sulla metropolitana), Ralph Manza (padrone del negozio di mobili), Kimberly Norris (Winona), Veralyn Jones (Renee)
- Ascolti USA: 29 600 000 telespettatori[11]

## La conversione
- Titolo originale: The Conversion
- Diretto da: Tom Cherones
- Scritto da: Bruce Kirschbaum

### Trama
- Altri interpreti: Kay E. Kuter (prete), Jana Marie Hupp, (Sasha), Kimberly Campbell (Tawni), Molly Hagan, Tom Verica (dottore)
- Ascolti USA: 28 300 000 telespettatori[12]

## La nuova fiamma di Elaine
- Titolo originale: The Stall
- Diretto da: Tom Cherones
- Scritto da: Larry Charles

### Trama
- Altri interpreti: Jami Gertz (Jane), Dan Cortese (Tony)
- Ascolti USA: 35 000 000 telespettatori[13]

## Invito a cena
- Titolo originale: The Dinner Party
- Diretto da: Tom Cherones
- Scritto da: Larry David

### Trama
- Altri interpreti: Suzy Soto (Barbara), Kathryn Kates (Counterwoman), Amjad J. Qaisen (Hussein), Frank Novak (commesso del negozio di liquori), Fred Pinkard (edicolante)
- Ascolti USA: 33 000 000 telespettatori[14]

## Una balena da salvare
- Titolo originale: The Marine Biologist
- Diretto da: Tom Cherones
- Scritto da: Ron Hauge e Charlie Rubin

### Trama
- Altri interpreti: Rosalind Allen (Diane), Carol Kane (Corinne), George Murdock (Testikov)
- Ascolti USA: 35 000 000 telespettatori[15]

## La torta
- Titolo originale: The Pie
- Diretto da: Tom Cherones
- Scritto da: Tom Gammill e Max Pross

### Trama
- Altri interpreti: Mark Beltzman (Suit Opponent), Christine Dunford (venditrice), Reni Santoni (Poppie), Lane Davies (Fleming), Suzanne Snyder (Audrey)
- Ascolti USA: N/A

## Pizze bollenti
- Titolo originale: The Stand-In
- Diretto da: Tom Cherones
- Scritto da: Larry David

### Trama
- Altri interpreti: Michael Rivkin (Fulton), Karla Tamburrelli (Daphne)
- Ascolti USA: 25 400 000 telespettatori[16]

## Prove di matrimonio

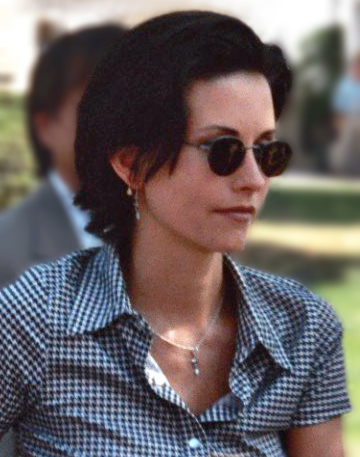
Courteney Cox interpreta Meryl, la fidanzata di Jerry

- Titolo originale: The Wife
- Diretto da: Tom Cherones
- Scritto da: Peter Mehlman

### Trama
- Altri interpreti: Joseph Ragno (Marty), Rebecca Glenn (altra donna), Courteney Cox (Meryl)
- Ascolti USA: 30 700 000 telespettatori[17]

## Gli impermeabili (parte 1)
- Titolo originale: The Raincoats: Part 1
- Diretto da: Tom Cherones
- Scritto da: Tom Gammill, Max Pross, Larry David e Jerry Seinfeld

### Trama
- Altri interpreti: Sandy Baron (Jack), Annie Korzen (Doris), Michael G. Hagerty (Rudy), Judge Reinhold (Aaron)
- Ascolti USA: 29 600 000 telespettatori[18]

## Gli impermeabili (parte 2)
- Titolo originale: The Raincoats: Part 2
- Diretto da: Tom Cherones
- Scritto da: Tom Gammill, Max Pross, Larry David e Jerry Seinfeld

### Trama
- Altri interpreti: Barney Martin (Morty), Liz Sheridan (Helen)
- Ascolti USA: 29 600 000 telespettatori[18]

## L'incendio

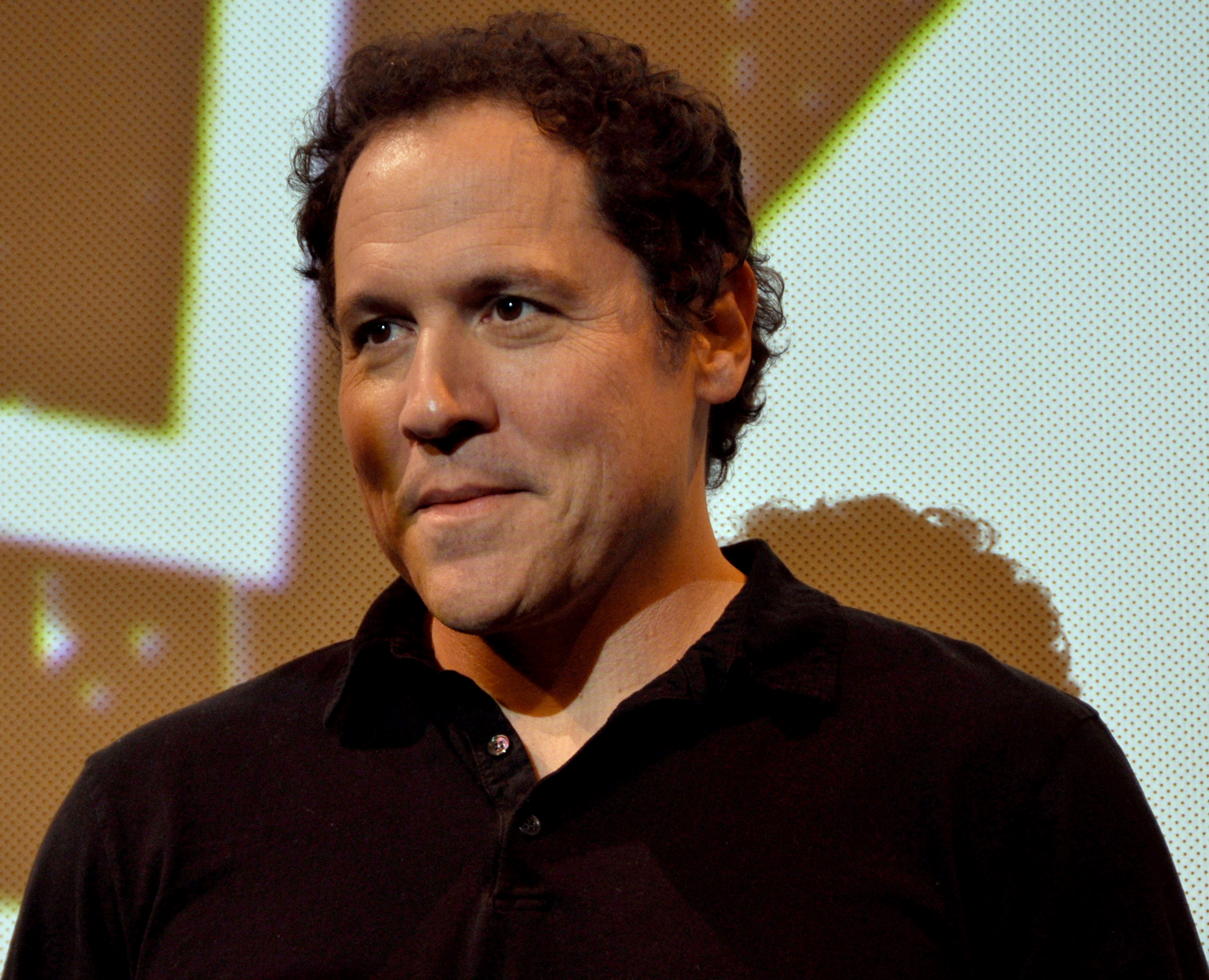
Jon Favreau interpreta Eric il clown

- Titolo originale: The Fire
- Diretto da: Tom Cherones
- Scritto da: Larry Charles

### Trama
- Altri interpreti: Jon Favreau (Eric il clown), Veanne Cox (Toby), Melanie Chartoff (Robin), Dom Irrera (Ronnie)
- Ascolti USA: 27 600 000 telespettatori[19]

## Gita ad Hampton
- Titolo originale: The Hamptons
- Diretto da: Tom Cherones
- Scritto da: Peter Mehlman e Carol Leifer

### Trama
- Altri interpreti: Steven Prutting (Michael), Melanie Smith (Rachel), Richard Burgi (Ben), Lisa Mende (Carol)
- Ascolti USA: 24 500 000 telespettatori[20]

## L'esatto contrario
- Titolo originale: The Opposite
- Diretto da: Tom Cherones
- Scritto da: Andy Cowan, Larry David e Jerry Seinfeld

### Trama
- Altri interpreti: Paul Gleason (zio di Victoria), Marty Rackham (Jake), Fritz Mashimo (interprete), Siobhan Fallon (Tina), Dedee Pfeiffer (Victoria)
- Ascolti USA: 30 100 000 telespettatori[21]